# Pintado (football)
Pour les articles homonymes, voir Pintado.
Luís Carlos de Oliveira Preto, dit Pintado, est un footballeur brésilien né le 17 septembre 1965 à Bragança Paulista dans l'État de São Paulo. Au cours de sa carrière de joueur, il évolue au poste de milieu de terrain dans un nombre incalculable de clubs, avant de se reconvertir comme entraîneur.

## Biographie
Pintado remporte deux Copa Libertadores avec le club du São Paulo FC. Il gagne la Coupe intercontinentale en 1992, en battant le prestigieux club du FC Barcelone.
Avec l'équipe mexicaine du CD Cruz Azul, il remporte la Coupe des champions de la CONCACAF en 1996.
Il joue 21 matchs en J. League 1 avec le club japonais du Cerezo Osaka lors de l'année 1998.

## Palmarès

### Joueur
- Vainqueur de la Copa Libertadores en 1992 et 1993 avec le São Paulo FC
- Vainqueur de la Coupe intercontinentale en 1992 avec le São Paulo FC
- Champion de l'État de São Paulo en 1985, 1990 et 1992 avec le São Paulo FC
- Champion du Brésil de Série B en 1989 avec le CA Bragantino et en 1997 avec l'América Mineiro
- Vainqueur de la Copa Sul-Minas en 2000 avec l'América Mineiro
- Vainqueur de la Coupe des champions de la CONCACAF en 1996 avec le CD Cruz Azul

### Entraîneur
- Champion de l'État de São Paulo de deuxième division en 2004 avec l'Inter de Limeira